# Bolbocaffer matabele
Bolbocaffer matabele is een keversoort uit de familie cognackevers (Bolboceratidae). De wetenschappelijke naam van de soort werd in 1908 gepubliceerd door Louis Albert Péringuey.
Deze soort komt voor in Zimbabwe.